# ブローム・ウント・フォス P.208
ブローム・ウント・フォス P.208
ブローム・ウント・フォス P.208 (模型)
- 用途：戦闘機
- 分類：無尾翼機
- 製造者：ブローム・ウント・フォス
- 運用者： ドイツ国（ドイツ空軍(予定)）

ブローム・ウント・フォス P.208 (Blohm & Voss P.208) は、第二次世界大戦末期にドイツのブローム・ウント・フォスで計画されたレシプロ推進式無尾翼戦闘機である。

## 開発
ブローム・ウント・フォス P.208は、既にドイツ国内でジェット機が開発・生産されていた1944年に開発された。P.208がレシプロ式となったのは、開発当時のジェットエンジンがまだ性能的に要求を満たすものではなかった為である。
P.208のエンジンとプロペラは機体後部に推進式に配置され、機体は無尾翼式となっていた。尾翼の役割を担う小翼が主翼の翼端に取り付けられており、補強のために主翼は鋼鉄材で補強されていた。武装はMK.108 30mm機関砲を3門搭載の予定であった。
P.208は搭載エンジンの異なる3種類が検討されていた。この後、当初の問題であったジェットエンジンの性能が改善したことにより、P.208の開発計画はジェットエンジン搭載型のブローム・ウント・フォス P.212に移行していった。

## 形式
P.208.01
ユンカース ユモ 222レシプロエンジンを搭載。
P.208.02
アルグス AS 413レシプロエンジン（ユモ 213の双子発動機）を搭載し、ラジエーターが大型化、また主翼翼端部に垂直の小翼が追加された。
P.208.03
ダイムラー・ベンツ DB 603レシプロエンジンを搭載。